# آق‌یووا، شهود
اکیووا، شوهات (به لاتین: Akyuva, Şuhut) یک منطقهٔ مسکونی در ترکیه است که در استان افیون قره‌حصار واقع شده‌است.